# 苍术属
苍朮属（学名：Atractylodes）是菊科下的一个属，为多年生草本植物。该属共有白术（A. macrocephala）、茅朮（A. lancea）等约8种，分布于日本和中国。

## 物种
本属包括以下物种：
- 鄂西苍术 Atractylodes carlinoides
- 朝鲜苍术 Atractylodes koreana
- 苍术 Atractylodes lancea
- 白术 Atractylodes macrocephala